# 野口宜裕
野口 宜裕（のぐち よしひろ、1994年12月26日 - ）は、ジャパンラグビーリーグワンセコムラガッツに所属するラグビーユニオン選手。

## プロフィール
- 東京都出身[1]。
- ポジションはスクラムハーフ(SH)、ウィング(WTB)。なお高校時代のポジションはスタンドオフ(SO)[2]。
- 身長 170cm、体重 77kg
- 7人制日本代表に選ばれたことがある[3]。

## 略歴
高校からラグビーを始めた。
2013年、早稲田摂陵高等学校卒業。専修大学に入る。
専修大学卒業後、セコムに入社。
2021年、東京五輪の7人制日本代表バックアップメンバーに選ばれた。
2024年、パリ2024五輪の7人制ラグビー日本代表内定選手に選ばれた。